# Huasimal de la Solana
Huasimal de la Solana es un caserío peruano ubicado en el distrito de Lancones, perteneciente a la provincia de Sullana del departamento de Piura, al norte del Perú. 

## Ubicación
Huasimal de la Solana se ubica al noreste de la provincia de Sullana, en el distrito de Lancones, en el departamento de Piura.

## Demografía
En 2017 Huasimal de la Solana tenía una población de 416 habitantes.
| Gráfica de evolución demográfica de Huasimal de la Solana entre 1993 y 2017 |
|                                                                             |
| Fuentes: Población 1993 y 2017                                              |